# Señorío de Cascais
Lista de los Señores de Cascaes:
- Gomes Lourenço de Avelar, el Señor de Cascais
- Enrique Manuel de Villena, el Señor de Cascais
- Sancho Gomes de Avelar, el Señor de Cascais
- João das Regras, el Señor de Cascais
- Afonso, el Señor de Cascais
- Branca da Cunha, la Señora de Cascais

Cascais
- Isabel da Cunha, la Señora de Cascais y Lourinhã
- Joana de Castro, la Señora de Cascais y Monsanto
- Luís de Castro, el Señor de Cascais y Monsanto